# Leucothoe acanthopus
Leucothoe acanthopus is een vlokreeftensoort uit de familie van de Leucothoidae. De wetenschappelijke naam van de soort is voor het eerst geldig gepubliceerd in 1928 door Schellenberg.